# Данчич, Борис Викторович
Борис Викторович Данчич (1892 г. — февраль 1942 г.) — советский архитектор и градостроитель.

## Биография
- В 1922-1925 гг. обучался в Высшем художественно-техническом институте в Ленинграде (бывш. Императорская Академия художеств)[2].
- Главный архитектор Ленинградского отделения Горстройпроекта.
- Умер от истощения в пути при переезде из Ленинграда в Орск в феврале 1942 г.

## Проекты и постройки
- Генерального плана города Комсомольска-на-Амуре
- Магнитогорский металлургический завод (1927 г.)
- Генеральный план города Магнитогорска
- Проекты жилых и общественных зданий для Комсомольска-на-Амуре и для Магнитогорска и для других промышленных центров СССР
- Проект хлебозавода в Ленинграде (1930 г.)
- Гостиница в Новом Тагиле (соавторы: Болотин, Ушаков)
- Техникум и школа ФЗУ Кузнецкстроя
- Проект отделки типового буфета закусочной Л.С.П.О. (1927 г.; принят к исполнению)

### Архивные источники
- НБА АХ СССР